# تشان سيو كي

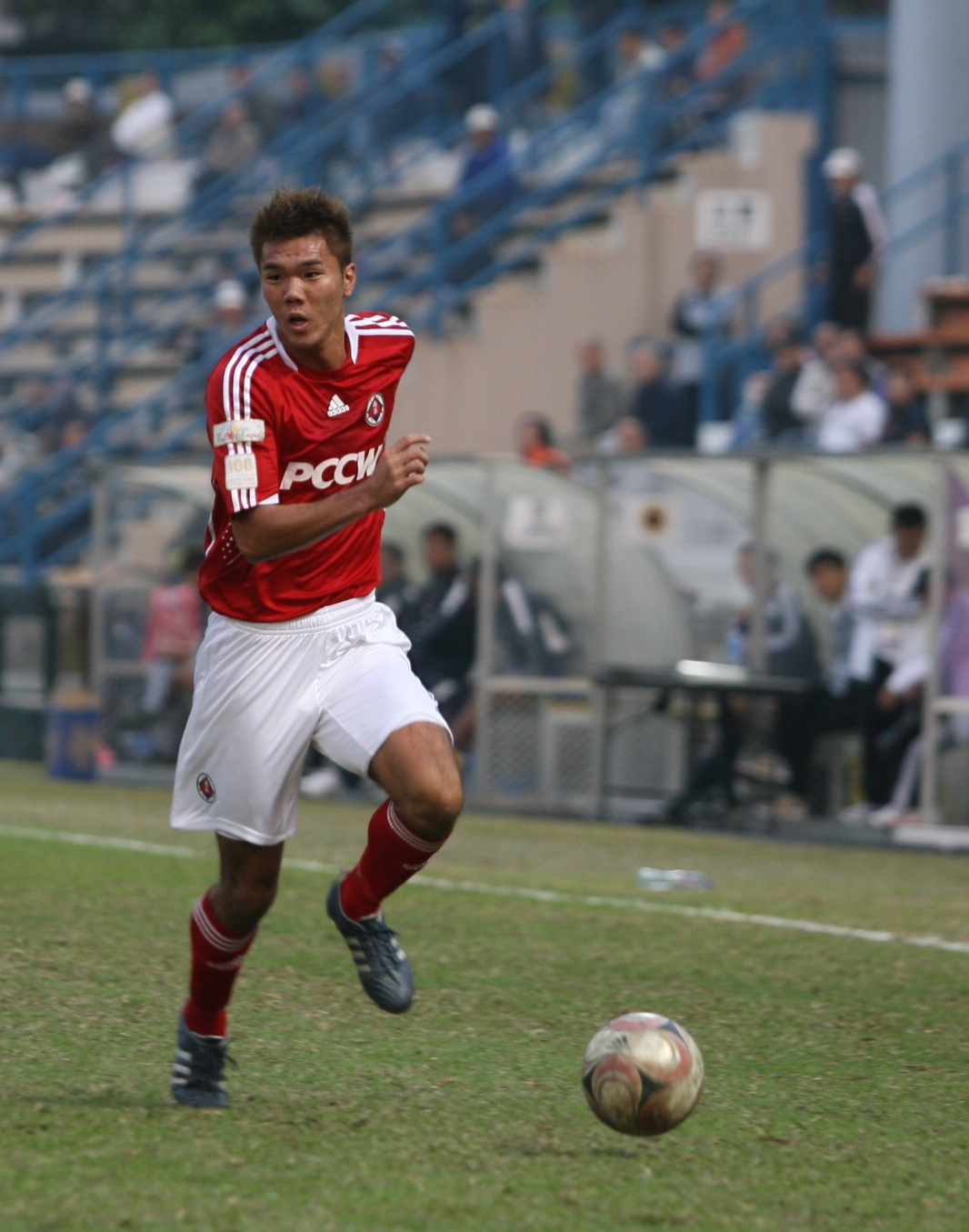
تشان سيو كي

تشان سيو كي، من مواليد 14 يوليو 1985 في هونغ كونغ في الصين، لاعب كرة قدم هونغ كونغي.
بدأ مسيرته الكروية مع نادي تاي بو في موسم 2002/2003، وفي موسم 2003/2004 انتقل إلى نادي هونغ كونغ رينجرز، وأعير إلى نادي كيتشي، وفي عام 2004 انتقل إلى نادي كيتشي وهو يلعب معهم حتى الآن.
منذ عام 2004 وهو يلعب مع منتخب هونغ كونغ لكرة القدم.

## روابط خارجية
- تشان سيو كي على موقع الاتحاد الدولي (مؤرشف)  (الإنجليزية)
- تشان سيو كي على موقع قاعدة بيانات كرة القدم.إي يو (الإنجليزية)
- تشان سيو كي على موقع ناشيونال فوتبول تيمز (الإنجليزية)
- تشان سيو كي على موقع Soccerway.com (الإنجليزية)
- تشان سيو كي على موقع كووورة